# David Greene (athlétisme)
Pour les articles homonymes, voir David Greene.
David « Dai » Greene (né le 11 avril 1986 à Llanelli) est un athlète britannique gallois spécialiste du 400 mètres haies.

## Carrière
Deuxième des Championnats d'Europe juniors 2005, David Greene remporte le titre des Championnats d'Europe espoirs 2007. Auteur de 49 s 58 comme le Français Fadil Bellaabouss, le Gallois est déclaré vainqueur de la course à la suite de l'examen du photo-finish. En 2009, il bat son record personnel lors du meeting de Prague (48 s 62, le 8 juin) puis remporte l'épreuve du 400 m haies lors des premiers Championnats d'Europe d'athlétisme par équipes de Leiria en 49 s 26. Sélectionné dans l'équipe du Royaume-Uni lors des Championnats du monde de Berlin, David Greene se classe septième de la finale du 400 m haies, deux jours après avoir amélioré son record personnel en demi-finale avec le temps de 48 s 27. Il dispute par ailleurs les séries du relais 4 × 400 mètres et permet à son équipe de se qualifier pour la finale.
En 2010, David Greene se classe troisième du meeting des Bislett Games d'Oslo derrière les Américains Kerron Clement et Bershawn Jackson, puis remporte pour la seconde année consécutive les Championnats d'Europe par équipes. Figurant parmi les favoris des Championnats d'Europe de Barcelone, il remporte le titre continental devant son compatriote Rhys Williams. En réalisant le temps de 48 s 12 en finale, le Britannique améliore son record personnel et établit la meilleure marque européenne de l'année sur 400 m haies, ce qui lui permet de représenter l'Europe lors de la Coupe continentale d'athlétisme 2010, dans une course qu'il remporte en 47 s 88 devant Javier Culson et Bershawn Jackson. Il bat son record personnel et descend pour la première fois de sa carrière sous les 48 secondes. Il remporte en fin de saison à New Delhi les Jeux du Commonwealth en 48 s 52, devant le Sud-africain L. J. van Zyl et l'autre Gallois Rhys Williams.
En 2011, il remporte la médaille d'or de la finale du 400 m haies des Championnats du monde 2011 en 48 s 26 devant Javier Culson et L. J. van Zyl qui détenait la MPMA sur la distance. Il termine 3e dans la course au titre d'athlète européen de l'année 2011, derrière Mo Farah et Christophe Lemaitre.
Le 25 février 2018, il court en 49 s 49 à Potchefstroom, son meilleur temps depuis 2013.

## Palmarès

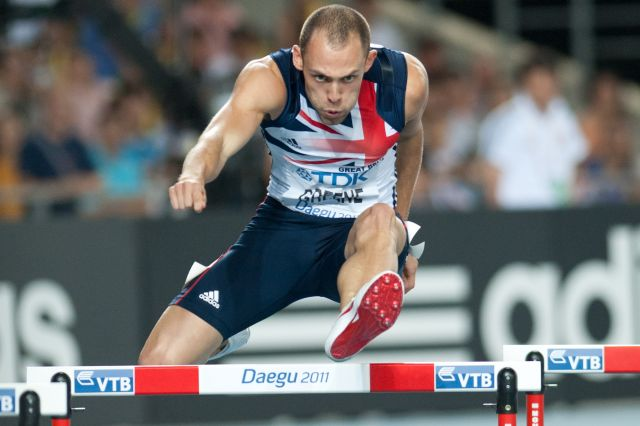
David Greene remporte les Championnats du monde 2011

| Date | Compétition                       | Lieu             | Place | Temps   |
| ---- | --------------------------------- | ---------------- | ----- | ------- |
| 2005 | Championnats d'Europe juniors     | Kaunas           | 2e    | 51 s 14 |
| 2007 | Championnats d'Europe espoirs     | Debrecen         | 1er   | 49 s 58 |
| 2009 | Championnats d'Europe par équipes | Leiria           | 1er   | 49 s 26 |
| 2009 | Championnats du monde             | Berlin           | 7e    | 48 s 68 |
| 2010 | Championnats d'Europe par équipes | Bergen           | 1er   | 49 s 53 |
| 2010 | Championnats d'Europe             | Barcelone        | 1er   | 48 s 12 |
| 2010 | Ligue de diamant                  | Ligue de diamant | 3e    | détails |
| 2010 | Coupe continentale                | Split            | 1er   | 47 s 88 |
| 2010 | Jeux du Commonwealth              | New Delhi        | 1er   | 48 s 52 |
| 2011 | Championnats d'Europe par équipes | Stockholm        | 1er   | 49 s 21 |
| 2011 | Championnats du monde             | Daegu            | 1er   | 48 s 26 |
| 2011 | Ligue de diamant                  | Ligue de diamant | 1er   | détails |
| 2012 | Jeux olympiques                   | Londres          | 4e    | 48 s 24 |
| 2018 | Coupe du monde                    | Londres          | 3e    | 49 s 48 |

## Records personnels
| Épreuve     | Performance | Lieu       | Date            |
| ----------- | ----------- | ---------- | --------------- |
| 400 m       | 45 s 82     | Birmingham | 31 juillet 2011 |
| 400 m haies | 47 s 84     | Paris      | 6 juillet 2012  |